# Halibut Cove (Alaska)
Halibut Cove ist ein Ort und ein census-designated place (CDP) im Kenai Peninsula Borough in Alaska. Das U.S. Census Bureau ermittelte bei der Volkszählung 2020 eine Einwohnerzahl von 60.

## Geographie
Halibut Cove liegt im Südwesten der Kenai-Halbinsel am Südufer der Kachemak Bay. Halibut Cove liegt 10 km östlich von der Landspitze Homer Spit sowie 17 km ostsüdöstlich vom Stadtzentrum von Homer. Das Ortszentrum von Halibut Cove liegt auf der kleinen Insel „Ismailof Island“, die dem Festland vorgelagert ist. Viele Häuser stehen auf Stelzen. Das CDP-Gebiet liegt zwischen der namengebenden Bucht Halibut Cove im Osten und der China Poot Bay im Westen. Halibut Cove kann nur auf dem Luft- (per Wasserflugzeug) oder Seeweg erreicht werden. Das CDP-Gebiet von Halibut Cove liegt teilweise im Kachemak Bay State Park.

## Geschichte
Der Name der namengebenden Bucht wurde 1880 von  W. H. Dall vom U.S. Coast and Geodetic Survey vergeben. 1914 entwickelte sich in Halibut Cove eine Heringsfischerei. Die Fischerei bommte 1918 aufgrund einer neuen Pökel-Technik. In jenem Jahr gab es in Alaska 36 Heringsverarbeitungsbetriebe, 15 davon an der Kachemak Bay. 1926 kam es aufgrund Überfischung zu einem Einbruch der Heringsbestände. In der Folge schlossen sämtliche Heringsverarbeitungsbetriebe mit Ausnahme von einer am äußeren Cook Inlet. Halibut Cove wurde 1980 ein census-designated place. Heute ist Halibut Cove im Wesentlichen eine Künstlerkolonie.

## Demografie
Zum Zeitpunkt der Volkszählung im Jahre 2020 (U.S. Census 2020) hatte Halibut Cove 60 Einwohner auf einer Landfläche von 21,55 km². Von den Einwohnern waren 55 Weiße sowie 2 Indigene. Beim Zensus im Jahr 2000 wurden 35 Einwohner gezählt, 2010 waren es 76.